# Distretto di Darguina
Il distretto di Darguina è un distretto della provincia di Béjaïa, in Algeria, con capoluogo Darguina.